# ガーンガー
ガーンガー（Ganga, 1484年5月6日 - 1532年5月9日）は、北インドのラージャスターン地方、マールワール王国の君主（在位：1515年 - 1532年）。

## 生涯
1484年5月6日、マールワール王国の君主スージャーの息子バーガーの長男として、ジョードプルで誕生した。
1515年10月、祖父スージャーが死亡したことにより、王位を継承した。
1532年5月9日、ガーンガーはジョードプルで死亡し、息子のマールデーヴが王位を継承した。